# Mami Arnaute
Mami Arnaute, o más correctamente Arnaut Mami ( مامي أرناؤ en árabe original), fue un renegado albanés y corsario del siglo XVI que llegó a ser jefe de la flota otomana en Argel. 

## Biografía
Cuando era un niño en Albania fue capturado y regalado al sultán. Entre 1563 y 1567 dirigía una flotilla de 16 barcos dedicándose al corso, al pillaje de localidades costeras, a la venta de esclavos capturados, al negocio del rescate por secuestro y contra los navíos genoveses y españoles en general.
Participó en la batalla de Lepanto en 1571. Dirigió una rebelión de marinos contra el pachá Ramdam, un renegado sardo que se había alzado con el poder en Argel; lo obligó a huir y se hizo temporalmente cargo del gobierno en la ciudad hasta que volvió Hassan Veneziano en 1582.
Célebre y muy temido en su época, su nombre ha permanecido en la literatura por haber dirigido junto a su segundo, el renegado griego y corsario Dali Mamí, y tres navíos turcos, frente a las costas catalanas, el ataque y captura de la galera Sol y haber hecho prisioneros en ella a Miguel de Cervantes y su hermano Rodrigo el 26 de septiembre de 1575. Cervantes se refiere en diversas ocasiones a este hecho en sus Novelas ejemplares (La española inglesa) y en el Don Quijote ("Historia del cautivo", cap. XXXIX - XLI). También se describe en el libro del fraile Diego de Haedo Topografía e Historia General de Argel (1612), que sin embargo no fue compuesto por Haedo, algo que este mismo reconoció en su época. La atribución actual se da a Antonio de Sosa, compañero en desgracias de Cervantes, o al propio Miguel de Cervantes. Su navío y el de su lugarteniente contaban con 22 bancos de galeotes remeros forzados.